# 埃皮拉莱谢讷
埃皮拉莱谢讷（法語：Herpy-l'Arlésienne）是法国香槟-阿登大区阿登省的一个市镇，属于勒泰勒区波尔西安堡县。该市镇2009年时的人口为199人。

## 人口
埃皮拉莱谢讷人口变化图示
| 数据来源：INSEE |